# Baghlan (provins)
Baghlan er af 34 provinser i Afghanistan. Den ligger nord i landet. Administrationscenteret er Pol-e Khomri, men navnet kommer fra Baghlan.
35°52′N 68°56′Ø / 35.87°N 68.93°Ø